# Pieter Bleeker
Pour les articles homonymes, voir Bleeker (homonymie).
 (février 2017).
Pieter Bleeker est un médecin, un ichtyologiste et un herpétologiste néerlandais, né le 10 juillet 1819 à Zaandam et mort le 24 janvier 1878 à La Haye.

## Biographie
Il est médecin militaire au sein de l’armée néerlandais stationnée de 1842 à 1860 en Indonésie. C’est durant cette période qu’il réalise ces recherches sur les poissons de la région. Il se procure des spécimens auprès des pêcheurs locaux ainsi que d’un réseau de prospecteurs se trouvant dans différentes îles de l’archipel.
Tout au long de sa carrière, Bleeker a envoyé entre 12 000 et 16 000 spécimens de poissons aux Pays-Bas, aujourd’hui pour la plupart conservés au Muséum d’histoire naturelle de Leyde. À son retour aux Pays-Bas en 1860, il commence la préparation d’un vaste ouvrage qui commence à paraître deux ans plus tard sous le titre d’Atlas Ichthyologique. Ce travail est tout d'abord transmis à l'Académie royale des sciences d'Amsterdam sous la forme de 36 fascicules illustrés par 1 500 planches entre 1862 et 1878. Chaque fascicule comporte le plus souvent 40 pages et 12 planches. Ils ont été publiées comme suppléments aux Verslagen en Mededeelingen der Koninklijke Akademie van Wetenschappen, Afdeeling Natuurkunde (OCLC 72831912). La genèse de ce travail a été décrite par Bleeker lui même dans une note en français publiée à titre posthume,, ce texte est disponible en ligne et a été traduit en anglais et publié en 2005. Les 36 fascicules ont été réunis dans 10 volumes réédités par le American Museum of Natural History entre 1977 et 1983.
Bleeker a également fait paraître environ 730 articles sur des sujets variés dont environ 520 en ichtyologie. Il décrit 511 nouveaux genres et 1 925 nouvelles espèces, dont plus de 1 100 espèces de Java.

## Liste partielle des publications
- 1859 : Enumeratio specierum piscium hucusque in Archipelago indico observatarum, adjectis habitationibus citationibusque, ubi descriptiones earum recentiores reperiuntur, nec non speciebus Musei Bleekeriani Bengalensibus, Japonicis, Capensibus Tasmanicisque. Acta Soc. Sci. Indo-Neerl., v. 6 : i–xxxvi + 1–276.
- 1862-1878 : Atlas Ichthyologique des Indes Orientales Néerlandaises – réédité en 1983 par le Smithsonian Institution Press (Washington, D.C.).
- 1874 : Typi nonnuli generici piscium neglecti. Versl. Akad. Amsterdam (Ser. 2) v. 8 : 367–371.